# Batbajaryn Enchchüslen
Batbajaryn Enchchüslen (mongolisch Батбаярын Энххүслэн; englisch Batbayaryn Enkhkhüslen; * 14. Dezember 2001 in Ulaanbaatar) ist eine mongolische Schwimmerin.

## Karriere
Batbajaryn Enchchüslen nahm 2016 im Alter von 14 Jahren bereits an den Asienmeisterschaften sowie an den Kurzbahnweltmeisterschaften in Windsor teil. Es folgten Teilnahmen an den Schwimmweltmeisterschaften 2017 und 2019 sowie an den Asienspielen und den Kurzbahnweltmeisterschaften im Jahre 2018.
Bei den Olympischen Sommerspielen 2020 in Tokio nahm sie im Wettkampf über 50 m Freistil teil und belegte Platz 51. Nach ihrer Olympiateilnahme nahm Enchchüslen auch an den Kurzbahnweltmeisterschaften 2021 sowie den Schwimmweltmeisterschaften 2022 und 2024 teil. Zudem ging sie 2023 bei den Asienspielen und den Summer World University Games an den Start.